# Нюстрём, Бертиль
Бертиль Алексис «Тотта» Нюстрём (швед. Bertil Alexis "Totta" Nyström; 22 мая 1935, Грамансторп, Клиппан, Сконе (лен), Швеция) — шведский борец греко-римского стиля, бронзовый призёр Олимпийских игр, призёр чемпионатов мира, трёхкратный (1957, 1958, 1964) чемпион Швеции .

## Биография
Начал заниматься борьбой в только что созданном борцовском клубе в Клиппане, и в 1953 году стал чемпионом страны среди юниоров. В 1955 году на чемпионате страны был третьим. В 1957 году завоевал звание чемпиона страны среди взрослых, победив Густава Фрея, который уже конечно, старел, в 1958 году подтвердил звание. 
В 1958 году дебютировал на чемпионате мира, но после двух поражений выбыл. В 1960 году стал вице-чемпионом Швеции.
На Летних Олимпийских играх 1960 года в Риме боролся в полусреднем весе (до 73 килограммов). За чистое поражение начислялись 4 штрафных балла, за поражение по очкам 3 штрафных балла, за ничью 2 штрафных балла, за победу по очкам 1 штрафной балл. Набравший 6  штрафных баллов спортсмен выбывал из турнира. Титул оспаривали 27 борцов.
В четвёртом круге во время схватки получил травму и не смог продолжить встречу. В результате ему было засчитано поражение и он выбыл из турнира, перебрав штрафных баллов. 
| Выступление на Олимпийских играх 1960 года | Выступление на Олимпийских играх 1960 года | Выступление на Олимпийских играх 1960 года | Выступление на Олимпийских играх 1960 года | Выступление на Олимпийских играх 1960 года | Выступление на Олимпийских играх 1960 года | Выступление на Олимпийских играх 1960 года |
| Круг                                       | Соперник                                   | Страна                                     | Результат                                  | Баллы                                      | Всего баллов                               | Время схватки                              |
| ------------------------------------------ | ------------------------------------------ | ------------------------------------------ | ------------------------------------------ | ------------------------------------------ | ------------------------------------------ | ------------------------------------------ |
| 1                                          | Аб Розбаг                                  | Польша                                     | Победа Туше                                | 0                                          | 0                                          | 3:34                                       |
| 2                                          | Бен Али                                    | Объединённая Арабская Республика           | Ничья                                      | -2                                         | -2                                         | 12:00                                      |
| 3                                          | Митхат Байрак                              | Турция                                     | Поражение По очкам                         | -3                                         | -5                                         | 12:00                                      |
| 4                                          | Матти Лааксо                               | Союз Советских Социалистических Республик  | Поражение Травма                           | -4                                         | -9                                         | 10:25                                      |

В 1961 году на чемпионате мира завоевал серебряную медаль. В 1962 году остался с серебряной медалью чемпионата Швеции. В 1963 году на чемпионате мира остался бронзовым призёром. В 1964 году стал трёхкратным чемпионом Швеции. 
На Летних Олимпийских играх 1964 года в Токио боролся в полусреднем весе (до 78 килограммов). Регламент турнира в основном остался прежним. Титул оспаривали 19 борцов.
После четвёртого круга из турнира не выбыли четыре борца, которые имели по пять штрафных баллов. Пятый круг тоже не принёс определённости: обе встречи закончились вничью, и у четырёх борцов стало по семь баллов. Всё решалось в последнем круге, в котором Бертилю Нюстрёму пришлось провести две встречи. Советский борец Анатолий Колесов свою встречу у поляка Дубицкого выиграл, и этого хватило для золотой медали. Нюстрём в то же время свёл встречу с Дубицким вничью и потребовалась ещё одна встреча за серебряную медаль между Нюстрёмом и болгарином Кирилом Петковым, которая снова закончилась вничью. Судьба серебряной медали была решена взвешиванием, в котором более лёгким оказался болгарин, а Нюстрём получил бронзовую медаль.  
| Выступление на Олимпийских играх 1964 года | Выступление на Олимпийских играх 1964 года | Выступление на Олимпийских играх 1964 года | Выступление на Олимпийских играх 1964 года | Выступление на Олимпийских играх 1964 года | Выступление на Олимпийских играх 1964 года | Выступление на Олимпийских играх 1964 года |
| Круг                                       | Соперник                                   | Страна                                     | Результат                                  | Баллы                                      | Всего баллов                               | Время схватки                              |
| ------------------------------------------ | ------------------------------------------ | ------------------------------------------ | ------------------------------------------ | ------------------------------------------ | ------------------------------------------ | ------------------------------------------ |
| 1                                          | Митхат Байрак                              | Турция                                     | Ничья                                      | -2                                         | -2                                         | 12:00                                      |
| 2                                          | Рудольф Веспер                             | Германия                                   | Победа По очкам                            | -1                                         | -3                                         | 12:00                                      |
| 3                                          | Садао Казама                               | Япония                                     | Победа По очкам                            | -1                                         | -4                                         | 12:00                                      |
| 4                                          | Рассел Камиллери                           | Соединённые Штаты Америки                  | Победа По очкам                            | -1                                         | -5                                         | 12:00                                      |
| 5                                          | Анатолий Колесов                           | Союз Советских Социалистических Республик  | Ничья                                      | -2                                         | -7                                         | 12:00                                      |
| Финал (встреча 1)                          | Болеслав Дубицкий                          | Польша                                     | Ничья                                      |                                            |                                            | 12:00                                      |
| Финал (встреча 2)                          | Кирил Петков                               | Болгария                                   | Ничья                                      |                                            |                                            | 12:00                                      |

В 1965 году победил на чемпионате Северных стран, в 1966 на чемпионате Европы остался лишь четвёртым, а на чемпионате мира пятым. В 1968 на чемпионате Европы, уже в среднем весе, также остался четвёртым. 
На Летних Олимпийских играх 1968 года в Мехико боролся в среднем весе (до 87 килограммов). В сравнении с предыдущими играми, регламент турнира остался прежним, с начислением штрафных баллов, но сменилось количество баллов, начисляемых за тот или иной результат встречи. Теперь за чистую победу штрафные баллы не начислялись, за победу с явным преимуществом начислялось 0,5 штрафных балла, за победу по очкам 1 балл, за ничью 2,5 балла, за поражение с явным преимуществом соперника 3,5 балла и за чистое поражение 4 балла. Как и прежде, борец, набравший 6 штрафных баллов, из турнира выбывал. Титул оспаривали 19 борцов.
В первой встрече был вместе с соперником дисквалифицирован за пассивное ведение борьбы, с зачётом каждому чистого поражения. Во второй встрече чисто проиграл и выбыл из турнира. 
| Выступление на Олимпийских играх 1968 года | Выступление на Олимпийских играх 1968 года | Выступление на Олимпийских играх 1968 года | Выступление на Олимпийских играх 1968 года | Выступление на Олимпийских играх 1968 года | Выступление на Олимпийских играх 1968 года | Выступление на Олимпийских играх 1968 года |
| Круг                                       | Соперник                                   | Страна                                     | Результат                                  | Баллы                                      | Всего баллов                               | Время схватки                              |
| ------------------------------------------ | ------------------------------------------ | ------------------------------------------ | ------------------------------------------ | ------------------------------------------ | ------------------------------------------ | ------------------------------------------ |
| 1                                          | Кэндзиро Хираки                            | Япония                                     | Поражение Дисквалификация обоих соперников | -4                                         | -4                                         |                                            |
| 2                                          | Теуво Ояла                                 | Финляндия                                  | Поражение Туше                             | -4                                         | -4                                         | 8:46                                       |

В дальнейшем работал тренером, в том числе, национальной сборной. Отмечается высокая тактическая грамотность борца: Бертиль Нюстрём умел добиваться ничьих с теми соперниками, которые были явно сильнее его. 